# Burg und Schloss Bečov
Die Burg und das Schloss Bečov (deutsch Schloss Petschau) befinden sich in der Stadt Bečov (Petschau) in der Region Karlsbad in Tschechien. Im Schloss wird seit 2002 der St.-Maurus-Schrein aus dem 13. Jahrhundert ausgestellt.

## Geschichte

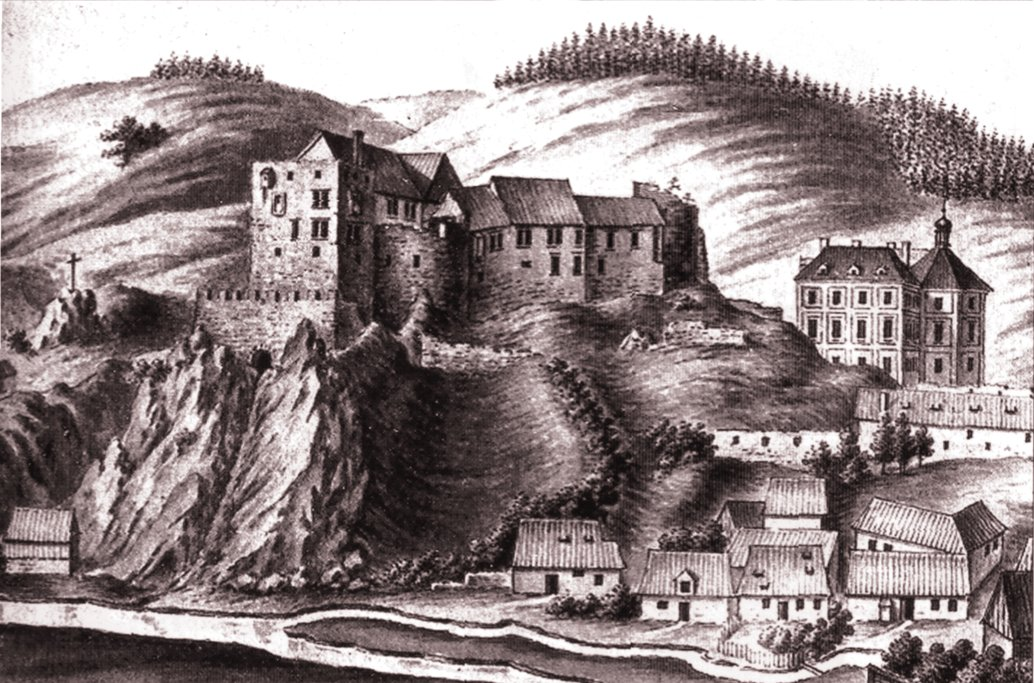
Burg und Schloss Bečov von Johann Venuto 1804

Die Burg Bečov/Petschau wurde vermutlich in der ersten Hälfte des 13. Jahrhunderts errichtet und 1349 erstmals erwähnt, als sie im Besitz des Boresch IV. von Ossegg und Riesenburg war. Sie diente wahrscheinlich zunächst als Zollstelle an der Kreuzung der Straßen von Elbogen nach Pilsen und Tepl nach Schlackenwert. 1407 gelangte sie an die Herren von Hasenburg, denen 1411 die Herren von Plauen folgten. Ab 1495 war sie im Besitz der Herren Pflug von Rabenstein, die die Burg umbauen ließen. Da Kaspar Pflug von Rabenstein (Kašpar Pluh z Rabštejna) den Ständeaufstand von 1547 angeführt hatte, wurde sein Besitz vom König Ferdinand I. konfisziert. Danach gelangten Burg und Herrschaft Petschau pfandweise an die Herren von Plauen, später an die Grafen Schlick, 1573 an die Stadt Petschau selbst und 1615 an die Stadt Schlackenwerth. 1624 erwarben die aus Thüringen stammenden Questenberg Burg und Herrschaft, und zwar Wallensteins Vertrauter Gerhard von Questenberg. 1648, im letzten Jahr des Dreißigjährigen Krieges, wurde die Burg vom schwedischen General Königsmarck erobert und schwer beschädigt. Von den Questenberg ging die Herrschaft 1752 an die Grafen von Kaunitz über, zusammen mit der ebenfalls von Gerhard erworbenen mährischen Herrschaft Jaromiritz. Die Kaunitz vollendeten 1753 den von Johann Adam von Questenberg begonnenen Bau des neuen Schlosses, das unterhalb der damals unbewohnten Burg errichtet wurde.
1813 erwarb Herzog Friedrich von Beaufort-Spontin (1751–1817), Kammerherr Kaiser Franz II., Burg und Schloss mit dem zugehörigen Gut; er hatte eine Berufung an den Hof Napoleons abgelehnt und die von Frankreich annektierten Österreichischen Niederlande verlassen, wo er die Herrschaften Schloss Freÿr und Florennes besaß. Sein Sohn Karl Alfred legte 1872/74 unterhalb der Burg einen Park mit einem Alpinum an. Seine Nachkommen wurden nach dem Zweiten Weltkrieg 1945 enteignet und vertrieben. Vor ihrer Flucht nach Österreich versteckten sie unter dem Boden der Burgkapelle den St.-Maurus-Schrein, der seit 1838 in ihrem Besitz war und den sie 1888 aus Florennes nach Petschau überführt hatten. Erst 1986 wurde er dort von den tschechoslowakischen Behörden aufgefunden. Nach einer umfassenden Restaurierung wird er seit 2002 im Schloss Bečov ausgestellt.

### Burg Bečov

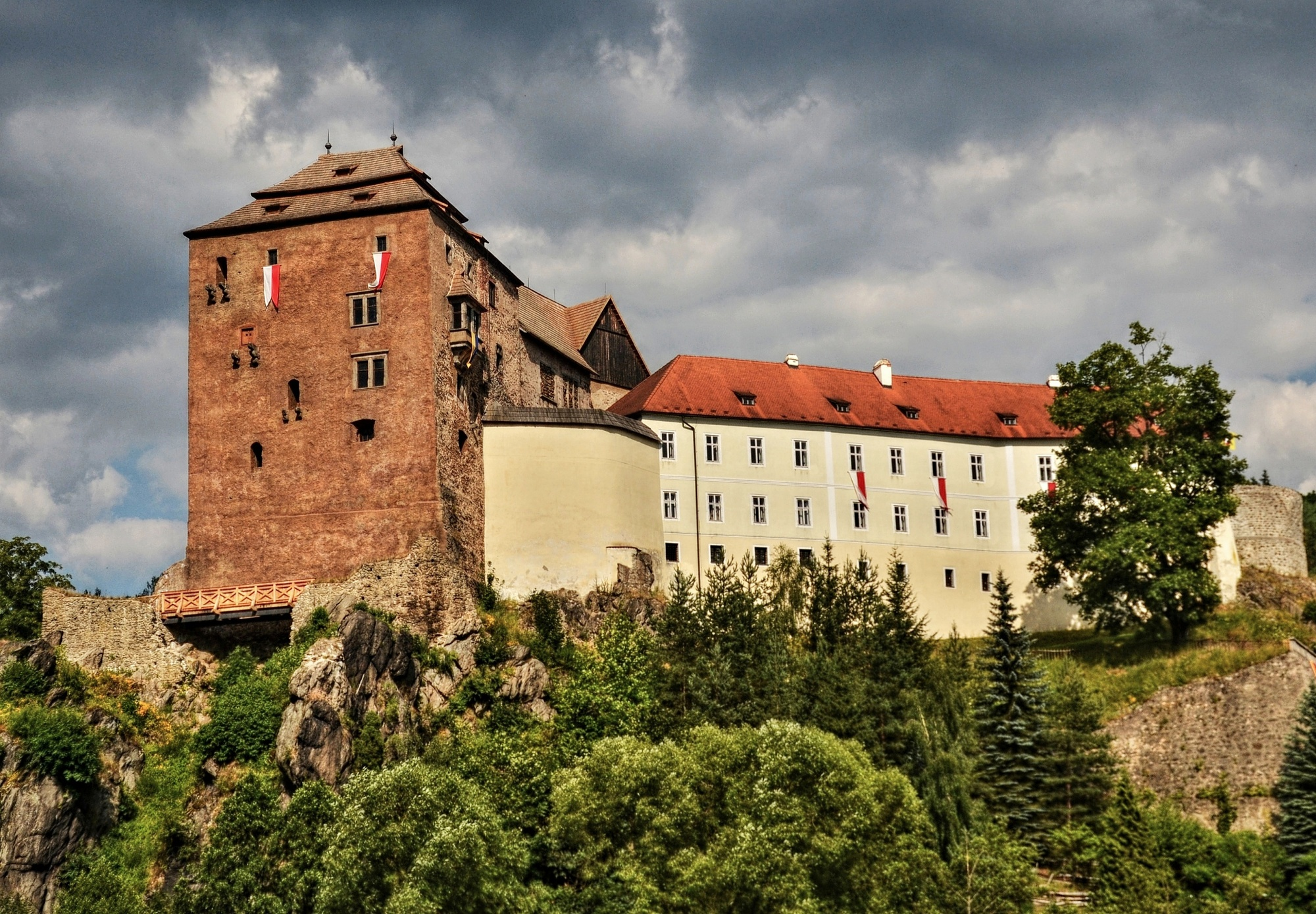
Burg Bečov

Die gotische Burg Bečov steht auf einem steil abfallenden Felsen, der von zwei Seiten von der Teplá umgeben ist. Den historischen Kern bilden zwei viereckige Türme, die im ersten Viertel des 16. Jahrhunderts von den Herren Pflug von Rabenstein baulich mit dem angrenzenden Palas verbunden wurden. Gleichzeitig wurde der Palas, in dem sich fünfzehn Säle befanden, im Stil der Renaissance umgebaut. In der Burgkapelle Mariae Heimsuchung befinden sich siebzehn Fresken aus der Zeit um 1400 mit Szenen aus dem Leben Jesu. Nachdem die Beschädigungen des Dreißigjährigen Krieges nicht beseitigt worden waren, kam es zu einer Verwahrlosung der Burg. Im 18. Jahrhundert erfolgten kleinere Instandsetzungen. Auf dem damals verkürzten gotischen Turm befindet sich das Allianzwappen der Questenberg-Kaunitz.

### Schloss Bečov

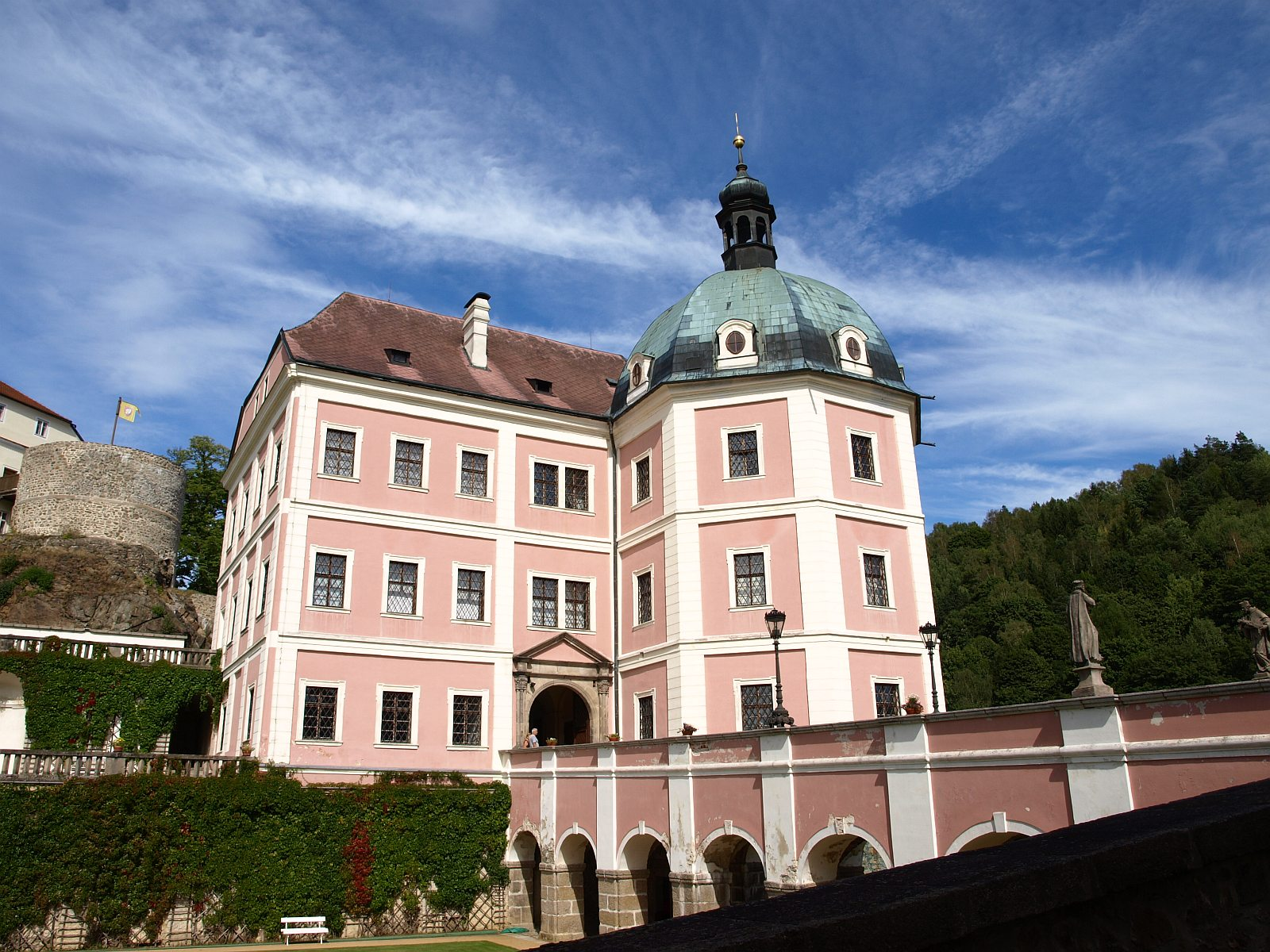
Schloss Bečov

Das Schloss Bečov befindet sich etwas unterhalb der Burg. Es wurde ab Anfang des 18. Jahrhunderts in mehreren Etappen neben der damals verlassenen Burg von Johann Adam Questenberg im Stil des Barock errichtet und 1753 von Dominik Andreas von Kaunitz (Dominik Ondřej z Kounic) fertiggestellt. Von 1861 bis 1865 erfolgten Umbauten nach Entwurf der Architekten Josef Zítek und Josef Mocker. Um diese Zeit wurden auch die Schlossterrassen angelegt. Im achteckigen Wohnturm des Schlosses befinden sich die Repräsentationsräume sowie die Schlosskapelle. Das Schloss wird über eine Steinbrücke erreicht, auf der sich die Statuen des heiligen Johannes von Nepomuk und eines jesuitischen Heiligen befinden.
Das Schloss kann mit zwei Rundgängen besichtigt werden. Beim ersten Rundgang wird der St.-Maurus-Schrein gezeigt, beim zweiten können Repräsentationsräume, die Bibliothek und die Schlosskapelle besichtigt werden.